# 艾門號驅逐艦 (DD-35)
艾門號驅逐艦（舷號DD-35）是一艘隸屬於美國海軍的驅逐艦，為保爾丁級驅逐艦的14號艦。她是美軍第一艘以艾門為名的軍艦，以紀念美國內戰時期的海軍少將丹尼爾·艾門（Daniel Ammen）。
艾門號在1910年於紐約造船廠開始建造，在同年下水，於1911年服役。接著艾門號留在大西洋執勤，曾協助美軍在坦皮科事件後入侵墨西哥。美國參與第一次世界大戰後，艾門號被派往愛爾蘭及法國海域，掩護協約國商船。戰後艾門號在1919年退役，並在1924年轉交美國海岸防衛隊，負責截查酒精走私。1934年艾門號除籍出售拆解。